# Луций Фулвий Курв
Вижте пояснителната страница за други личности с името Фулвий Курв.
Луций Фулвий Курв (на латински: Lucius Fulvius Curius) е политик на Римската република. Той е първият познат в историята от плебейския род Фулвии и вероятно е от Тускулум в Лацио.
През 357 пр.н.е., по времето на първата римска война против Привернум, той (или баща му) преминава към римляните и получава по-късно най-висока служба. Той е консул през 322 пр.н.е. заедно с Квинт Фабий Максим Рулиан и получава триумф за победа против самнитите.
През 316 пр.н.е. той е началник на конницата при диктатор Луций Емилий Мамерцин Привернат и двамата имат успех при Сатикула против самнитите.